# Lophodiodon
Lophodiodon is een monotypisch geslacht van straalvinnige vissen uit de familie van egelvissen (Diodontidae). Het geslacht is voor het eerst wetenschappelijk beschreven in 1943 door Fraser-Brunner.

## Soort
- Lophodiodon calori (Bianconi, 1854)